# سیارک ۲۰۰۰۲
سیارک ۲۰۰۰۲ (به انگلیسی: 20002 Tillysmith، نامگذاری:1991EM) بیست هزار و دومین سیارک کشف شده‌است که در ۱۰ مارس ۱۹۹۱ کشف شد.